# René Spies
René Spies (ur. 5 lipca 1973 w Winterbergu) – niemiecki bobsleista, brązowy medalista mistrzostw świata.

## Kariera
Pierwsze sukcesy w karierze osiągnął w sezonie 2001/2002, kiedy zajął drugie miejsce w klasyfikacji Pucharu Świata dwójek, ulegając jedynie Martinowi Annenowi ze Szwajcarii. Rok później zajmował drugie miejsce w klasyfikacjach dwójek i kombinacji. W 2003 roku wywalczył także brązowy medal w dwójkach podczas mistrzostw świata w Lake Placid, gdzie wystartował w parze z Franzem Sagmeisterem. W 2002 roku wziął udział w igrzyskach olimpijskich w Salt Lake City, zajmując szóste miejsce w dwójkach. Brał także udział w igrzyskach w Turynie w 2006 roku, gdzie w rywalizacji czwórek zajął piątą pozycję.